# Club von Berlin

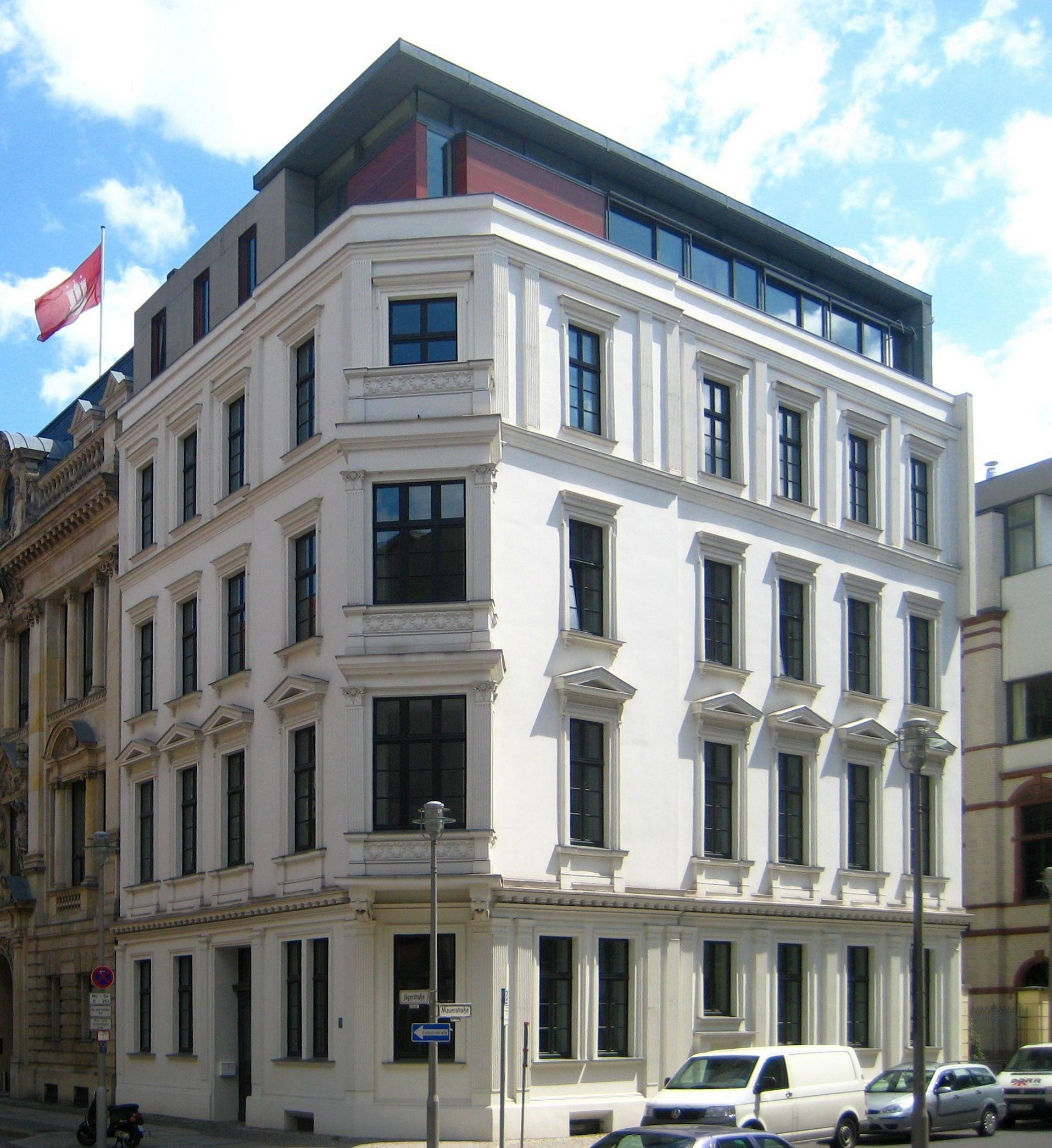
Sitz des Clubs von Berlin (Jägerstraße 1). Links daneben das alte Clubgebäude (beide Teil der Hamburger Vertretung)

Der Club von Berlin veranstaltet für seine Mitglieder regelmäßig Vorträge mit anschließender Diskussion zu aktuellen Themen der Zivilgesellschaft. Er wurde 1864 als Vereinigung von Kaufleuten, Wissenschaftlern, Politikern und Künstlern gegründet. Mit der Diktatur des Nationalsozialismus begann der Niedergang des Clubs. Nach dem Zweiten Weltkrieg erlosch das Clubleben. Nach der Wiedervereinigung kam es zur Neubelebung, so dass der Club heute wieder ein aktives Forum der Begegnung für namhafte Personen aus Wirtschaft, Politik, Kultur und Wissenschaft für die deutsche Hauptstadt darstellt.
Zurzeit (Stand: 2021) hat der Club rund 300 Mitglieder, deren Mitgliedsbeiträge das Clubleben finanzieren. Im Jahr werden rund 40 unterschiedliche Veranstaltungen geboten. Seine Clubräume befinden sich wieder in der Jägerstraße im Berliner Ortsteil Mitte.

## Geschichte
Der Club von Berlin wurde am 8. Oktober 1864 als Gesellschaft mit dem Zweck „der geselligen Vereinigung und Unterhaltung ihrer Mitglieder“ gegründet. Der englische Herrenclub war das Vorbild. Geführt wurde er von einem von den Mitgliedern gewählten fünfköpfigen Direktorium, dessen Vorsitzender von 1864 bis 1877 Lauchlan MacLean war, der u. a. von 1850 bis 1855 dem Preußischen Landtag angehörte und als Ministerialdirektor im Preußischen Handelsministerium den Titel „Wirklicher Geheimer Oberregierungsrat“ führte. Zu dieser Zeit hatte der Club etwa 180 Mitglieder, 1918 waren es rund 300, danach stieg die Zahl auf über 700 Mitglieder.
Der Club residierte seit 1893 im eigens erbauten Clubhaus in der Jägerstraße 2/3. Hier trifft sich der Club bis in die Gegenwart. Er verfügte über eine Bibliothek, einen Weinkeller, ein Restaurant, Spielsalons und eine Kegelbahn. Im Volksmund wurde er „Millionenclub“ genannt, weil zu den Mitgliedern reiche Industrielle, Bankiers und Minister gehörten. Allein in Berlin gab es Ende des 19. Jahrhunderts zwölf solcher Clubs. Der Club von Berlin sollte der „geselligen Unterhaltung“ dienen und dem geistigen Austausch. Neben Bankiers und Industriellen gehörten dem Club Persönlichkeiten der Politik, aber auch Künstler wie Oskar und Reinhold Begas, Martin Gropius und Richard Strauss und Wissenschaftler wie Ferdinand Sauerbruch an. Zu den Clubmitgliedern zählten auch Juden, die meisten allerdings Konvertiten.
In der Zeit des Nationalsozialismus begann der Niedergang des Clubs. 1938 fusionierten der Club von Berlin und der Deutsche (Herren-)Klub (Berlin) zum Deutschen Klub von Berlin. Dieser spielte im gesellschaftlichen Leben der Hauptstadt allerdings keine besondere Rolle mehr. Jüdische Mitglieder mussten den Club verlassen. Diese Zeit wurde vom Club intensiv aufgearbeitet, unter anderem in einer eigenen Publikation.
Im Jahr 1945 wurde der Club von den Alliierten verboten. Das Haus des Clubs wurde 1945 von der sowjetischen Militäradministration enteignet und dem Bund der Kulturschaffenden übergeben, dem späteren Kulturbund, der seinen Sitz um die Ecke in der Mauerstraße errichtete. 1949 wurde das Gebäude Jägerstraße 2 von der DDR in Volkseigentum umgewandelt und Sitz des Clubs der Kulturschaffenden. In West-Berlin mieteten Clubmitglieder für ihre Vorträge Räume am Kurfürstendamm an, doch die Zahl der Mitglieder sank kontinuierlich. Das Clubleben war in den 1980er Jahren weitgehend erloschen. Ende der 1980er Jahre waren es gerade noch 25 Mitglieder, unter ihnen die Bankiers Hermann Josef Abs und Johannes Zahn.
Mit der deutschen Wiedervereinigung kam es zur Wiederbelebung des Clubs in einer zeitgemäßen Gestalt. Seit 1993 heißt der Club wieder Club von Berlin. Er gab sich eine neue Satzung und ließ Frauen als Mitglieder zu.
Die Immobilie in der Jägerstraße 2 wurde in den Besitz des Bundesvermögens übernommen und 1998 zusammen mit dem Eckhaus Jägerstraße 1 an die Freie und Hansestadt Hamburg verkauft, die dort im Jahr 2000 die Vertretung Hamburgs beim Bund als Landesvertretung eröffnete. Der Vereinssitz ist heute in der Jägerstraße 1, in mehreren Räumen, die von der Stadt Hamburg angemietet sind.
2014 feierte der Club sein 150-jähriges Jubiläum. Die Festrede hielt Kulturstaatsministerin Monika Grütters.

## Clubleben
Der Club von Berlin will einen geschützten Raum schaffen, in dem offen und vertraulich Analysen und Handlungskonzepte für die Weiterentwicklung der Gesellschaft entstehen und diskutiert werden können. Mit seinen vielfältigen Veranstaltungen, Vorträgen und Diskussionen – aktuell sind es rund 40 Veranstaltungen pro Jahr – will er seinen Mitgliedern ein Forum des Austausches geben und Debatten anstoßen, nicht nur für Berlin, sondern auch darüber hinaus. Zugang zu den Veranstaltungen des Clubs haben nur Mitglieder des Clubs und eingeladene Gäste.
Seit 2004 ist er ein eingetragener Verein. Er ist als gemeinnützig anerkannt und finanziert sich vor allem durch die Beiträge seiner rund 300 Mitglieder.
Der Club hat einen Vorstand und ein Kuratorium. Höchstes Organ ist laut Satzung die Mitgliederversammlung.

## Gebäude

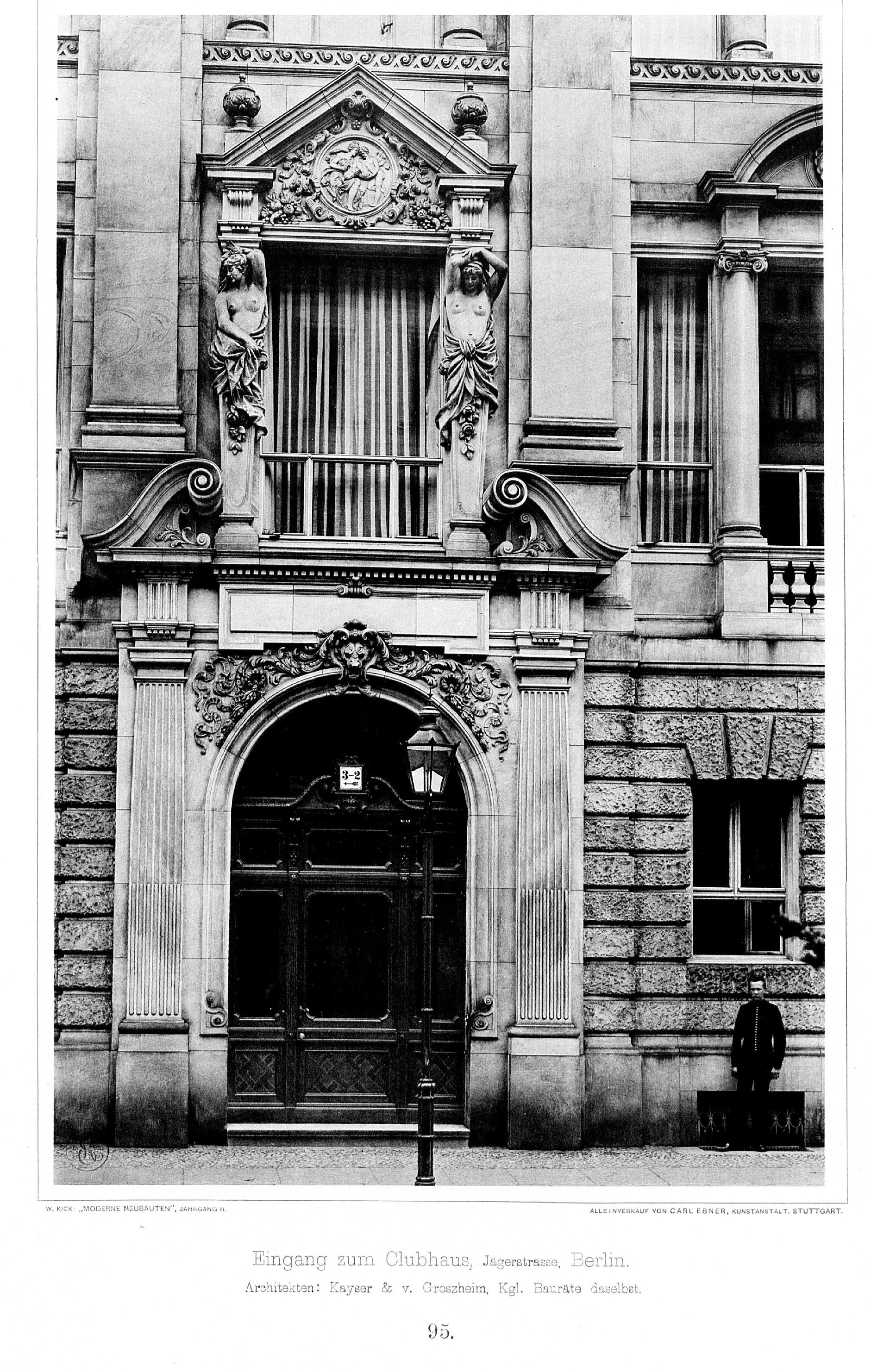
Eingang zum alten Clubhaus, um 1898

Das zwischen 1892 und 1893 von den Architekten Heinrich Joseph Kayser und Karl von Großheim für den Club von Berlin erbaute und das inzwischen denkmalgeschützte Haus wird heute von der Landesvertretung der Freien und Hansestadt Hamburg beim Bund und dem Club von Berlin genutzt. Es erhielt zur Jägerstraße eine reich gestaltete Fassade aus Sandstein im Stil des Neobarock, während die Fassade zum Hof, die sich zur Mauerstraße hin öffnet, im Neorenaissancestil mit glasierten Ziegeln und rotem Sandstein gefasst wurde. Nach Schäden im Zweiten Weltkrieg wieder aufgebaut, erfolgte ab 1999 die Instandsetzung mit Umbau und Modernisierung durch das Architekturbüro Dinse, Feest + Zurl. Von der ursprünglichen Innenausstattung ist heute das Treppenhaus und die Raumfolge der Säle erhalten.
→ Siehe auch: Gebäude des Club von Berlin

## Mitglieder (Auswahl)
Der Club wurde 1864 als Vereinigung von namhaften Kaufleuten, Wissenschaftlern, Politikern und Künstlern gegründet. Zu ihnen gehör(t)en:
- Eduard Arnhold (1849–1925);  Berliner Unternehmer („Kohlebaron“), Kunstsammler, Kunstmäzen und Philanthrop
- Carl Bosch (1874–1940); Chemiker, Techniker und Industrieller (I.G. Farben), Nobel-Preisträger
- Ernst Borsig (1869–1933); Großindustrieller (Borsigwerke)
- Wilhelm Conrad (1822–1899); Privatbankier und Gründer der Colonie Alsen (später: Gemeinde Wannsee)
- Adelbert Delbrück (1822–1890); Bankier von Delbrück-Schickler & Co.
- Wilhelm Arnold Drews (genannt Bill, 1870–1938); Jurist, Staatsminister und Präsident des Preußischen Oberverwaltungsgerichts (1921–1937)
- Carl Duisberg (1861–1935); Chemiker, Industrieller und Aufsichtsratsvorsitzender der I.G. Farben)
- Joachim Gauck (* 1940), Bundespräsident a. D.
- Christian von Hammerstein (1933–2019); Verwaltungsjurist und Ministerialdirigent a. D.
- August Lucae (1835–1911); Otologe und Mediziner
- Günter Nooke (* 1959); DDR-Bürgerrechtler, Politiker (Bündnis 90, CDU, Beauftragter für Menschenrechtspolitik und humanitäre Hilfe der Bundesregierung, Afrikabeauftragter im BMZ,
- Ferdinand Sauerbruch (1875–1951); Mediziner und Chirurg
- Hjalmar Schacht (1877–1970), Politiker, Bankier, Reichsbankpräsident, Reichswirtschaftsminister
- Carl Friedrich von Siemens (1872–1941); Großindustrieller aus der Familie Siemens
- Bertold Sommer (* 1937); Bundesverfassungsrichter a. D.
- Gustav Stresemann (1878–1929); Politiker, Reichskanzler (1923) und danach bis zu seinem Tod in unterschiedlichen Kabinetten Reichsminister des Auswärtigen der Weimarer Republik